# 蒙特朗 (多尔多涅省)
蒙特朗（法語：Montrem）是法国多尔多涅省的一个市镇，属于佩里格区（Périgueux）圣阿斯蒂耶县（Saint-Astier）。该市镇总面积20.15平方公里，2009年时的人口为1229人。

## 人口
蒙特朗人口变化图示